# ソン・フィルトル
ソン・フィルトル（Sans Filtre）は、堺正章・井上堯之・ムッシュかまやつ・からなるバンド。

## 概要
1999年に結成された。ユニット名はかまやつが名付けたもので、フランス語で両切り煙草の意味。かまやつが両切り煙草を愛飲していることと、混じりっ気無しのストレート・バンドを意味している。
元々ザ・スパイダースの中心メンバーだった3人で構成されている。この年の堺の誕生日に、かつての仲間たちが堺に内緒でパーティを開き、再び意気投合。そこで結成されたバンドである。
同年10月6日、東京・六本木のライブハウス「スイートベイジル139」にて初ライブを開催。同年9月30日に行われた同ライブの公開リハーサルがメディア初登場である。
同年12月31日に放送された『第50回NHK紅白歌合戦』に出場歌手として登場。紅白出場が決まった際、かまやつは冗談で「韓国のバンドだと思われないか」と言っていた。当時ソン・フィルトルにはオリジナル曲がなかったため、「紅白に出るのなら、オリジナル曲を作らないと」ということになりオリジナル曲「Yei Yei」を製作、同番組で歌唱した。堺は裏番組『第41回日本レコード大賞』（TBS系列）の司会を掛け持ちしながらの出場となった。
翌2000年2月には「Yei Yei」を含む新曲2曲と、リー・ドーシーの「YA YA」のカヴァーが収録されたマキシシングルが発売されている。音楽ジャンルは、スパイダース時代のグループサウンドや、リズム・アンド・ブルース、かまやつが行っているような古典的ブリティッシュロックの類である。
2001年には若手のホーンセッション・グループなどをバックバンドに従えて、東京・名古屋・大阪でライブツアーを行うなど精力的に活動した。フジテレビ主催で行われたライブツアーのプロデューサーは、当時同局事業部に在籍していたかまやつの実息・釜萢太郎（ピアニストシンガーソングライターとしてメジャーデビュー、TAROかまやつとして音楽活動を行っている）。このツアーではスパイダース時代の楽曲もふんだんに、更に堺は「さらば恋人」、かまやつは「我が良き友よ」、井上は「太陽にほえろ!のテーマ」なども演奏し、観客を大いに沸かせた。
ソン・フィルトルの活動はそもそも商業目的ではなく趣味程度の活動であったため、短期間で自然消滅状態となった。その後、かまやつと井上は他界しており、2023年5月時点では堺のみが存命。

## ディスコグラフィー

### シングル
| 01. Yei Yei 02. TIME 03. YA YA |

| 01. ご挨拶 (MC) 02. あの時君は若かった (Acoustic Ver.) |

## NHK紅白歌合戦出場歴
| 年度/放送回               | 回 | 曲目    | 出演順 | 対戦相手 |
| ------------------------- | -- | ------- | ------ | -------- |
| 1999年（平成11年）/第50回 | 初 | Yei Yei | 17/27  | globe    |

注意点
- 出演順は「出演順/出場者数」で表す。